# Donald de Marcas

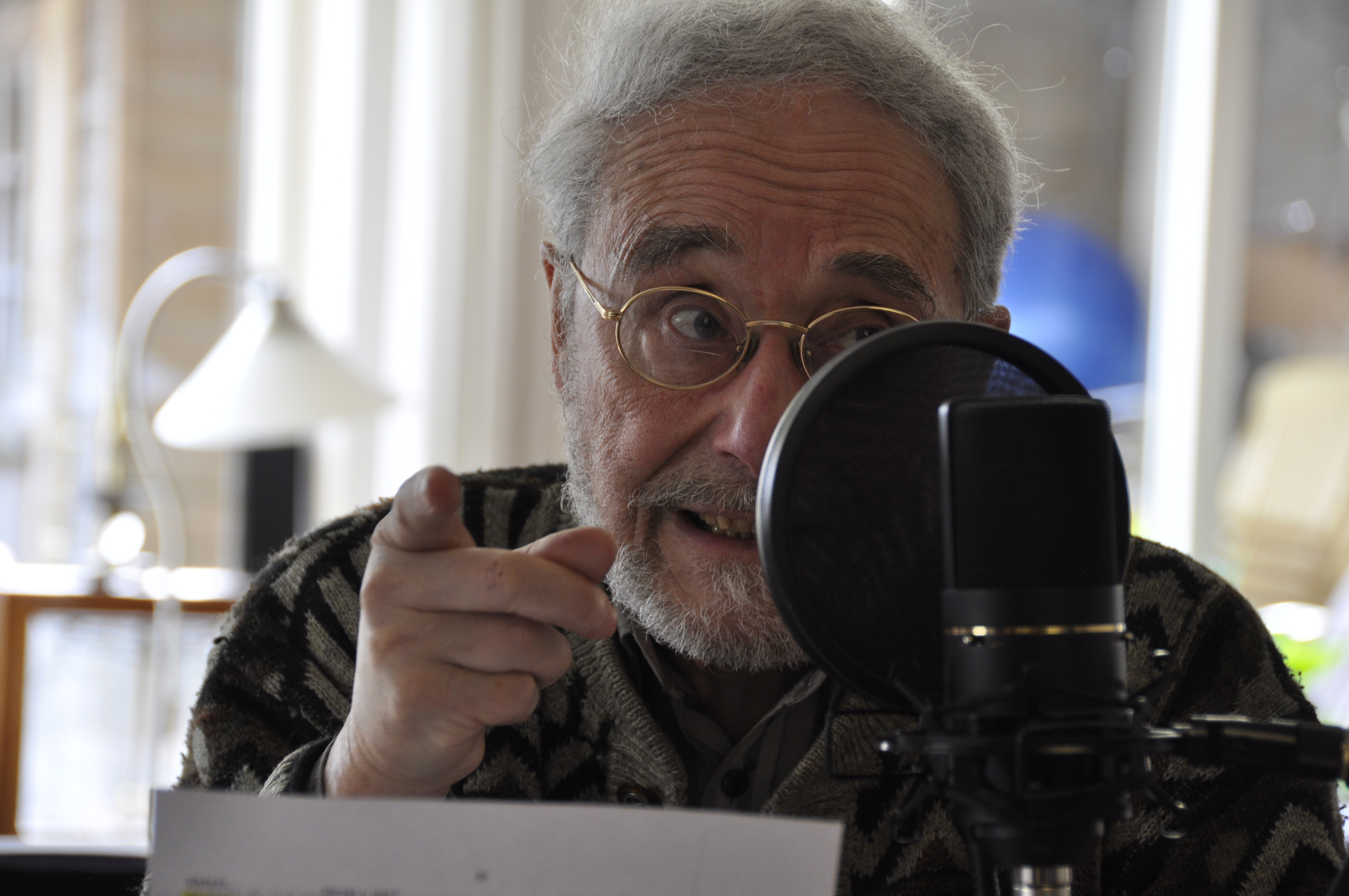
De Marcas tijdens de opname van de vierde serie Sprong in het heelal, 17 maart 2013.

Donald Moritz de Marcas (Leiden, 29 juni 1933 – Huizen, 24 maart 2023) was een Nederlands hoorspelacteur, omroeper/presentator, zanger, cabaretier en nieuwslezer.

## Biografie
De Marcas groeide op in Leiden, in een Joods gezin dat de Tweede Wereldoorlog overleefde. Tijdens de oorlogsperiode was hij 2,5 jaar lang ondergedoken, zonder zijn ouders. De vioollessen die hij volgde van 1939-1942 moest hij daarom afbreken. Na de oorlog verruilde hij de viool voor de piano, van 1946-1950. Daarnaast voltooide hij de HBS-A in 1952 en ging vervolgens Nederlands studeren aan de Universiteit van Leiden van 1952-1956, maar maakte die studie niet af.
Tijdens zijn studie was hij tevens actief bij het Leids Studenten Zangkoor onder leiding van Felix de Nobel. Omdat hij zelfstandig in zijn levensonderhoud wilde kunnen voorzien was hij als werkstudent van 1954-1956 corrector bij Nieuwe Rotterdamse Courant, Algemeen Dagblad, De Maasbode en Rijn en Gouwe in Rotterdam. Na zijn studie begon zijn radiocarrière.
De Marcas was sinds 1966 gehuwd met Sonja Bernd't, onder meer zangeres van internationale volksliedjes en Israëlisch en Jiddisch repertoire, met wie hij samen ook regelmatig optrad. Hij had ook een eigen zangcarrière. 
Op 24 maart 2023 overleed De Marcas, samen met zijn vrouw Sonja. Ze besloten samen uit het leven te stappen.

## Radio
Zijn radiocarrière begon bij AVRO's Minjon -de Miniatuur Jeugd Omroep Nederland- waarvan hij vanaf de oprichting in 1953 tot 1965 lid was.
In 1957 organiseerde de NRU (Nederlandse Radio Unie) een opleiding voor jonge (hoorspel)acteurs onder leiding van Rolien Numan en Georgette Rejewski waar De Marcas op inschreef. Al na korte tijd kreeg hij een contract aangeboden bij de hoorspelkern van de NRU. Hij bleef daar in vaste dienst tot 1966. Daarna ging hij verder als freelancer en hij speelde honderden rollen, waarvan er in ieder geval 561 zijn achterhaald. Zijn misschien wel bekendste is die van de huisknecht Charlie in de laatste twee series van Paul Vlaanderen, uitgezonden door de AVRO. Bekend daarvan is zijn uitspraak "Okidokie!".
Ook was hij tussen 1966 en 1982 radio-omroeper, presentator, verteller en cabaretier voor diverse omroepen.
- Radio-omroeper bij KRO, RNWO, NOS, VARA en IKOR (later IKON)
- Presentator van KRO's Djinn samen met Martha Doyle (1965-1975)
- Presentator Zondagochtend Promenadeconcerten (VARA)
- Presentator Concerten uit Studio 1 (KRO)
- Presentator van radiodocumentaires bij de verschillende zendgemachtigden
- Verteller/presentator/acteur bij schoolradio-uitzendingen van de KRO, NCRV, AVRO en VARA
- Tinus de Ezel in de kleuterprogrammaserie Kaboutertijd (1968-1980) (TROS)
- Cabaretier in onder meer de radiocabaretprogramma's van Jan de Cler (KRO)

In de jaren zestig sprak hij als stemacteur de rol in van Kuifje, vier avonturen van elk veertien minuten uitgegeven op grammofoonplaat door De Gruijter/Trexop: Cokes in voorraad, De geheimzinnige ster, De juwelen van Bianca Castafiore en De schat van Scharlaken Rackham. De Marcas is hierop te horen naast acteurs als Joop Doderer, Piet Ekel, Gerard Cox en de gebroeders Lutz. Ook leende hij zijn stem aan sprookjes-grammofoonplaten. Verder speelde De Marcas de hoofdrol van Bram in de hoorspelserie Het Verloren Feest naast acteurs als Ger Smit, Trudy Libosan, Ad Hoeymans en Jeanne Verstraete (1978, KRO).
Van 1982 tot zijn pensionering in 1998 was Donald de Marcas in vaste dienst van de omroep, ditmaal als nieuwslezer. Hij was dagelijks de stem van de "Radionieuwsdienst, verzorgd door het ANP", vanaf 1995 bij het NOS Radionieuws. Op 19 mei 2009 las hij samen met Arend Langenberg nog eenmaal het nieuws bij Radio Veronica, de afsluiting van een lange reeks grapjes op deze zender over een vermeende rivaliteit tussen Arend Langenberg en De Marcas.
Sinds 1984 werd hij ook regelmatig gevraagd voor het voorlezen van gedichten bij (doden-)herdenkingen.
De Marcas speelde nog tot lang na zijn pensioen in hoorspelen. Zo had hij een rol in de serie Sprong in het heelal - De terugkeer van Mars, die in januari 2014 bij de KRO werd uitgezonden via Radio 5 Nostalgia en Radio 1.

## Televisie

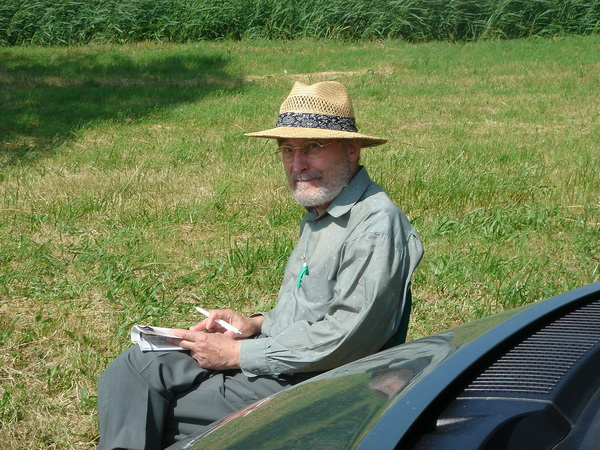
Donald de Marcas in de zon in zijn tuin.

Naast zijn radiowerk was De Marcas te horen bij de nasynchronisatie van poppen-, teken- en live-actionfilms. Hij gaf vorm aan stemmetjes in kinderseries, zoals Muskie in de 99 afleveringen tellende serie Brigadier Dog samen met acteurs Aart Staartjes en Coen Flink, De Minimolen, Graaf Dukula, Five Feathers Falls en Japie Krekel in de Nederlandse versies van Disney’s Pinokkio en Vrij en Vrolijk. Ook voorzag hij vele documentaires van voice-over-commentaar.

## Zangcarrière
Donald de Marcas volgde van 1961 tot 1963 zanglessen bij zangpedagoge Bep Ogterop. Hij maakte in 1965-1966 ruim 50 programma’s met internationale volksliedjes begeleid door Joop Stokkermans voor de NCRV-radio, en vervolgens allerlei volksliedjesprogramma’s met orkest bij de KRO en liedjes voor kinderen bij de AVRO, VARA en TROS.
Daarnaast had hij vanaf 1960 eigen middag- en avondvullende programma’s in het land met cabaretliedjes en korte verhalen, waarbij hij zichzelf op de piano begeleidde, vaak samen met zijn vrouw, de zangeres Sonja Bernd't. Als zanger/acteur was hij verbonden aan de groep Studio Laren van Marijke Ferguson waar hij van 1967 tot 1984 teksten voordroeg en liedjes zong uit middeleeuwen en renaissance en meewerkte aan concerten en muziektheaterprogramma's voor radio, televisie, grammofoonplaten en festivals in onder andere Nederland, België, Frankrijk, Italië, Singapore, Indonesië en Israël.